# Księstwo udzielne
Księstwo udzielne – w średniowieczu (ale także w epoce nowożytnej) księstwo dzielnicowe uniezależnione faktycznie od władzy zwierzchniej. Księstwa udzielne powstały w warunkach monarchii patrymonialnej na skutek rozdrobnienia feudalnego, które w Europie Środkowo-Wschodniej miało zwykle charakter rozbicia dzielnicowego.
W polskiej literaturze historycznej termin „udzielny” częściej występuje w znaczeniu „niepodlegający nikomu ani niczemu; niezależny od nikogo; niezawisły, suwerenny; rządzony samowładnie”, niekiedy jednak zgodnie z pierwotnym znaczeniem oznacza księstwo dzielnicowe – czyli dzielnicę wydzieloną przez władcę zwierzchniego innym członkom dynastii panującej, np. synom, młodszym braciom. To drugie znaczenie pojęcia jest częściej używane w literaturze rosyjskiej i stamtąd bywa niekiedy przenoszone do literatury polskiej, bez wnikania w rzeczywisty zakres władzy panującego. Pewnemu pomieszaniu pojęć sprzyjają również takie sytuacje, kiedy księstwo udzielne powstałe jako nadział podlegający władzy zwierzchniej stawało się faktycznie i formalnie niezależne.
Sytuacja analogiczna do przypadku księstw udzielnych dotyczy także innych organizmów państwowych, których władcy nosili tytuły hrabiego, margrabiego, grafa itp.